# PONY Car Sharing
PONY Car Sharing este primul  și cel mai mare (bazat pe numărul de utilizatori și de mașini din flotă) serviciu de car sharing din România. Activ din 2015, operează în București, Cluj și Alba Iulia, cu o flotă de peste 160 de mașini.
Serviciul are la bază aplicația gratuită GetPONY, disponibilă în App Store și Google Play. Compania pune la dispoziție utilizatorilor mașini Smart, MINI one, Mercedes A Klasse, Skoda CitiGo, VW up!, Seat Ibiza si VW Polo. Mașinile pot fi conduse pe tot teritoriul României, iar cursa se poate închide când mașina revine în aria operațională, care acoperă mare parte din oraș și împrejurimi.

## Istoric
PONY a fost fondat în vara anului 2015 de către Julian Walder și Demis Ghindeanu. Firma și-a început activitatea în Cluj-Napoca în septembrie 2015, cu 25 de mașini Volkswagen Up!, introduse în oraș pentru o perioadă de testare. În noiembrie 2015, serviciul a devenit public. În primele 6 luni, PONY a ajuns la peste 2.000 de utilizatori activi.
În 2017, serviciul s-a lansat și în București, iar numărul curselor a crescut la peste 100.000 pana in prezent.
În 2018, PONY a devenit disponibil și în Alba Iulia. 

## Model de business
Serviciul funcționează identic în toate orașele, prin descărcarea aplicației GetPONY. Utilizatorul introduce datele personale: o poză a buletinului sau pașaportului și a carnetului de conducere și datele unui card de debit sau credit asociat contului. 
După ce informațiile sunt validate, proces ce durează sub 24 de ore, utilizatorul este liber să folosească flota. Deschide harta aplicației, găsește cea mai apropiată mașină și o deschide, folosind aplicația și funcția Bluetooth a telefonului. Poate conduce oricât și oricând, cât timp închide cursa în aria operațională, într-un loc public de parcare. Mașinile pot fi rezervate timp de 30 de minute de la momentul identificării lor pe hartă.

## Tarife
Tariful include combustibilul, asigurarea și parcarea. Utilizatorul plătește doar timpul petrecut la volan.Tarifele Arhivat în 5 decembrie 2019, la Wayback Machine. se calculează pe minut, oră sau zi și variază în funcție de modelul mașinii. Mașinile se pot închiria și pe oră sau zi.
Tariful pe zi are 200 km incluși în preț. Fiecare km în plus se taxează.
Există și 4 variante de abonamente lunare: Lite, Basic, Pro, Master, în funcție de frecvența utilizării și pachete de unități pre-paid de 300, 500 sau 1000 de unități.
Tarife suplimentare Arhivat în 5 decembrie 2019, la Wayback Machine.

### Întrebări frecvente
O listă de întrebări frecvente legate de car sharing poate fi consultată aici Arhivat în 18 octombrie 2019, la Wayback Machine.

### Tariful dinamic
În cazul în care mașina staționează sau merge cu sub 15 km, tariful scade la jumătate.

## Locații
Următorul tabel detaliază locațiile unde GetPONY este activ încă din septembrie 2015.
|            | Mini | Smart | Mercedes | Skoda | Dacia | Volkswagen | Seat |
| ---------- | ---- | ----- | -------- | ----- | ----- | ---------- | ---- |
| Bucuresti  | ✔    | ✔     | ✔        | ✔     |       | ✔          | ✔    |
| Cluj       |      | ✔     |          | ✔     | ✔     | ✔          |      |
| Alba Iulia |      | ✔     |          | ✔     | ✔     | ✔          |      |

## Corporate
Serviciile PONY sunt disponibile și pentru companii, prin abonamente predefinite pentru grupuri, servicii ajustabile pentru fiecare departament al companiei sau alte soluții business personalizate.

## Car sharing în lume și perspective de viitor
În prezent, peste 180 de orașe din lume folosesc servicii de car sharing, cu peste 8 milioane de utilizatori. Studiile realizate de Frost & Sullivan & McKinsey estimează că va deveni o opțiune din ce în ce mai populară, datorită beneficiilor aduse mediului, costurilor reduse și eficienței. Până în 2025, flotele vor crește de 4 ori, iar membrii de 5 ori, ajungând să fie abonați la una sau mai multe servicii de car sharing, aproximativ 36 de milioane de oameni din lume.

## Inchiderea companiei
In acest moment, pe site-ul companiei este un mesaj care anunta inchiderea companiei si multumesc celor care au luat parte la miscarea de mobilitate urbana alaturi de ei.